# Monomorium occidaneum
Monomorium occidaneum är en myrart som beskrevs av W. C. Crawley 1922. Monomorium occidaneum ingår i släktet Monomorium och familjen myror. Inga underarter finns listade i Catalogue of Life.